# Silas Garber

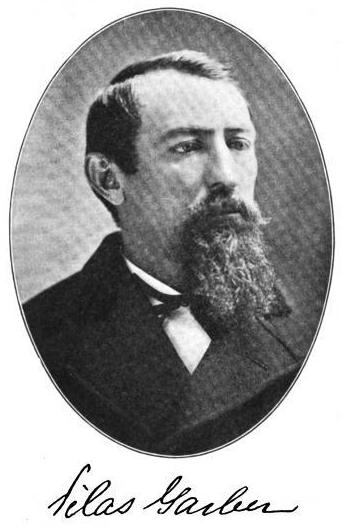
Silas Garber

Silas Garber (* 21. September 1833 im Logan County, Ohio; † 12. Januar 1905 in Red Cloud, Nebraska) war ein US-amerikanischer Politiker und von 1875 bis 1879 der vierte Gouverneur des Bundesstaates Nebraska.

## Leben
Silas Garber besuchte die öffentlichen Schulen seiner Heimat in Ohio. Im Jahr 1850 zog er nach Clayton in Iowa, wo er sich als Farmer niederließ. Er nahm am Bürgerkrieg in verschiedenen Einheiten der Unionsarmee teil. Nach dem Krieg zog es ihn für vier Jahre nach Kalifornien, ehe er sich im Webster County in Nebraska ansiedelte. Sein erstes öffentliches Amt war im Jahr 1871 das eines Richters am dortigen Nachlassgericht. Ein Jahr später wurde er Abgeordneter im Repräsentantenhaus von Nebraska. 1873 wurde er bei der US-Landzuteilungsbehörde angestellt. Schließlich wurde er im Jahr 1874 von der Republikanischen Partei als Kandidat für die anstehenden Gouverneurswahlen nominiert.

## Politik
Nach seinem ungefährdeten Wahlsieg im November 1874 gegen den Demokraten Albert Tuxbury konnte Garber sein neues Amt am 11. Januar 1875 antreten. Nach einer Wiederwahl im November 1876 konnte er insgesamt vier Jahre amtieren. In dieser Zeit förderte er die Einwanderung nach Nebraska. Er unterstützte auch die Landwirtschaft, die in den Jahren zuvor schwer unter einer Trockenheit und einer Heuschreckenplage gelitten hatte. Es wurde auch eine neue Verfassung für Nebraska in Kraft gesetzt, in der unter anderem das Amt des Vizegouverneurs geschaffen wurde.
Nach dem Ende seiner Amtszeit im Januar 1879 zog sich Garber aus dem politischen Leben zurück. Er lebte in dem von ihm gegründeten Ort Red Cloud. Dort wurde er nach seinem Tod am 12. Januar 1905 auch beigesetzt. Er war zweimal verheiratet.